# André Luiz de Almeida Mendonça
André Luiz de Almeida Mendonça (Santos, 27 de diciembre de 1972) es un abogado brasileño, ex Abogado General de la Unión en el gobierno de Jair Bolsonaro. Es abogado de la Unión desde 2000 y fue asesor especial del ministro de Transparencia, Fiscalización y Control Wagner Rosário entre 2016 y 2018.

## Biografía
Estudió en la Facultad de Derecho de Bauru, y posteriormente se especializó en derecho público en la Universidad de Brasilia. Fue abogado de la estatal Petrobras Distribuidora, subsidiaria de Petrobras.
Ingresó en la carrera de abogado de la Unión en 2000, comenzando como procurador en Londrina[cita requerida]. En 2005 fue transferido a Brasilia y en 2008 el entonces abogado general de la Unión, José Antonio Dias Toffoli, lo puso a cargo del Departamento de Patrimonio Público y Probidad Administrativa. la madrugada del 28 de abril de 2020, se publicó en el Diario Oficial de la Unión (DOU) su designación por el presidente Bolsonaro para asumir el Ministerio de Justicia y Seguridad Pública, tras el pedido de destitución del entonces ministro el bolsonarista Sergio Moro  La inauguración tuvo lugar al día siguiente. 
En 2016 Jair Bolsonaro le otorga el cargo al Ministro de Justicia y Seguridad Pública, André Luiz de Almeida Mendonça. Como jefe del Ministerio de Justicia, Mendonça fue criticado por solicitar la apertura de investigaciones contra opositores al gobierno de Bolsonaro, como Ciro Gomes , Guilherme Boulos , Hélio Schwartsman y otros políticos, periodistas y caricaturistas, bajo acusaciones de calumnias o insultos por críticas al presidente. 
También durante su mandato, el Ministerio de Justicia fue acusado de elaborar un expediente contra más de quinientos empleados de seguridad federales y estatales identificados como miembros del " movimiento antifascismo ". Mendonça confirmó ante la Comisión Mixta de Control de Actividades de Inteligencia del Congreso la existencia de un informe de inteligencia, pero negó que hubiera ilegalidades en su elaboración. 
En ese puesto coordinó el «grupo permanente de actuación proactiva», Entre los condenados estaban el juez Nicolau dos Santos Neto y el entonces senador Luiz Estevão. En 2011 fue premiado por la Abogacía General de la Unión.
También se desempeña como pastor evangélico en la Iglesia Universal del Reino de Dios.